# Makuna
Os Makuna são uma tribo  que habitam a região da Amazônia (Brasil) e a Colômbia, perto do rio Uaupés.
A família linguística é o Tukano Oriental, além de outras 16 línguas oa menos, dentre outros grupos como Uaupés brasileiro, Tiquié e Papuri.
Os Makuna autodenominam-se Yeba-masã. Vivem principalmente no território vizinho da Colômbia, concentram-se no Cãno Komeya. No Brasil são encontrados no Alto Tiquié e nos seus afluentes, além de fornecerem remos leves e muito bem acabados aos outros índios do Alto Tiquié.